# Lambda Capricorni
Lambda Capricorni (48 Capricorni) é uma estrela na direção da constelação de Capricornus. Possui uma ascensão reta de 21h 46m 32.08s e uma declinação de −11° 21′ 57.4″. Sua magnitude aparente é igual a 5.57. Considerando sua distância de 294 anos-luz em relação à Terra, sua magnitude absoluta é igual a 0.80. Pertence à classe espectral A1V.